# Trichoxys abbreviatus
Trichoxys abbreviatus là một loài bọ cánh cứng trong họ Cerambycidae.